# Okuda Hiroki
Hiroki Okuda (奥田 裕貴 Okuda Hiroki, sinh ngày 5 tháng 10 năm 1992) là một cầu thủ bóng đá người Nhật Bản. Anh thi đấu cho Gainare Tottori.

## Sự nghiệp
Hiroki Okuda gia nhập câu lạc bộ tại Japanese Regional Leagues Igosso Kochi FC (later; Kochi United SC) năm 2015. Năm 2017, anh chuyển đến câu lạc bộ J3 League YSCC Yokohama.